# Гашкова, Ярмила

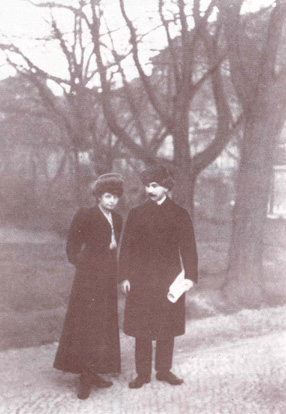
Ярмила и Ярослав Гашеки

Ярмила Гашкова (чеш. Jarmila Hašková; урождённая Майерова; 28 июня 1887, Прага, Австро-Венгрия — 20 сентября 1931, Прага, Чехословакия) — чешская журналистка, прозаик. Первая жена известного чешского писателя Ярослава Гашека.

## Биография
Родилась в семье пражского скульптора. В 1905 году познакомилась с Ярославом Гашеком, однако её родители долгое время выступали против данного союза. В мае 1910 года они всё-таки поженились, но их брак не был счастливым. Ярмила не хотела мириться с постоянными отлучками мужа, его вечными вечеринками с друзьями. Её родители также настаивали на разводе.
20 апреля 1912 года у пары родился сын Рихард, но в том же 1912 году они разошлись. Однако развод не был документально оформлен.
После того, как Ярослав Гашек попал в российский плен, и некоторые из чешских газет объявили его погибшим, Ярмила, всё ещё питая негативные эмоции к бывшему супругу, объявила сыну, что его отец погиб.
Даже после возвращения Гашека из России в 1920 году Ярмила пыталась препятствовать встрече отца с сыном. При первом свидании она представила Ярослава Рихарду как своего знакомого издателя. Позднее её отношение к бывшему супругу несколько смягчилось. Уже после смерти Ярослава Ярмила писала в статье «Профиль мёртвого друга»:
Гашек был гений, и его произведения рождались из внезапных наитий. Его творчество было необычным, оригинальным и живым. Он шёл собственным каменистым путём и протаптывал его, не обращая внимания на предостерегающие окрики… На такого человека нужно смотреть под другим углом зрения, чем на человека заурядного.

## Творчество
Ярмила Гашкова писала короткие юмористические рассказы, романы и книги для детей и молодёжи. Также она написала воспоминания о своём муже.